# Ламаре, Абелардо де
Абелардо де Ламаре (порт.-браз. Abelardo de Lamare; 26 ноября, 1892, Белен — 10 октября 1979, Рио-де-Жанейро) — бразильский футболист, нападающий.

## Карьера
Абелардо родился в футбольной семье: его братья Роландо, Адемаро и Освалдо также были футболистами. Он начал карьеру в клубе «Ботафого», где дебютировал 20 сентября 1908 года в матче с «Пайссанду» (6:0), где забил два гола. В 1910 году он выиграл с клубом чемпионат штата, а также стал лучшим бомбардиром турнира с 22 голами, из них семь он забил в одном матче — встрече с «Риашуэло» и три, в фактически решающей игре предпоследнего тура с «Флуминенсе». В 1911 году Абелардо и Флавио Рамос в матче с «Америкой» устроили драку с игроком соперника Габриэлем Карвальо, за что получил год дисквалификации, а клуб, в знак солидарности, также на год отказался от соревнований. В 1913 году Абелардо возвратился в «Ботафого» и выступал там два сезона, потом он провёл ещё несколько матчей в 1919 году и завершил карьеру. Последний матч за клуб он провёл 27 июля 1919 года с «Мангейрой» (2:0), где забил последний мяч в карьере. Всего за «Глориосо» Абелардо сыграл 44 матча и забил 66 голов.

## Международная статистика
| Матчи Абелардо за сборную Бразилии | Матчи Абелардо за сборную Бразилии | Матчи Абелардо за сборную Бразилии | Матчи Абелардо за сборную Бразилии | Матчи Абелардо за сборную Бразилии | Матчи Абелардо за сборную Бразилии | Матчи Абелардо за сборную Бразилии |
| ---------------------------------- | ---------------------------------- | ---------------------------------- | ---------------------------------- | ---------------------------------- | ---------------------------------- | ---------------------------------- |
| №                                  | Дата                               | Место проведения                   | Оппонент                           | Счёт                               | Голы                               | Турнир                             |
| 1                                  | 28 октября 1910                    | Рио-де-Жанейро                     | Коринтиан                          | 2:5                                | 1                                  | Товарищеский матч                  |
| 2                                  | 21 июля 1914                       | Рио-де-Жанейро                     | Эксетер Сити                       | 2:0                                | —                                  | Товарищеский матч                  |

## Достижения

### Командные
- Чемпион штата Рио-де-Жанейро: 1910

### Личные
- Лучший бомбардир чемпионата штата Рио-де-Жанейро: 1910 (22 гола)